# Two of Us (The-Beatles-Lied)
Two of Us (englisch für „Zwei von uns“ oder „Wir zwei“) ist ein Lied der britischen Band The Beatles aus dem Jahr 1969. Es erschien auf dem Album Let It Be. Komponiert wurde das Lied von Paul McCartney, allerdings steht es unter dem bei den Beatles üblichen Copyright Lennon/McCartney.

## Hintergrund
Inhaltlich beschreibt Paul McCartney die mit seiner Ehefrau Linda McCartney gemeinsame Vorliebe, mit dem Auto aus London aufs Land zu fahren und sich dort mit Vorsatz zu verirren. Linda McCartney berichtete später, dass sie ihren Wagen irgendwo im Wald parkten und Paul McCartney Two of Us in einem Aston Martin unter Verwendung seiner mitgeführten Gitarre schrieb, während sie spazieren ging. Die Erwähnung von Postkarten in dem Lied gehe auf die Angewohnheit des Paares zurück, sich gegenseitig und Freunden viele Postkarten zu schicken.
Entgegen dieser auch mit Paul McCartneys Worten übereinstimmenden Darstellung wurde Two of Us häufig als eine Darstellung der Beziehung zwischen McCartney und John Lennon, der ebenfalls ein großer Postkartenschreiber war, interpretiert, die das Lied auf der Aufnahme zweistimmig singen.

## Aufnahme
Die ersten Aufnahmen des Liedes Two of Us erfolgten am 2., 3., 8., 9. und 10. Januar 1969 in den Twickenham Film Studios auf Nagra-Tonbändern in Mono.
Two of Us wurde ab dem 23. Januar 1969 in den Londoner Apple Studios in der Savile Row Nr. 3 mit Glyn Johns als Produzenten aufgenommen. Glyn Johns war auch der Toningenieur der Aufnahmen. Weitere Aufnahmen erfolgten am , 24., 25., 26., 28, 29. und 31. Januar mit George Martin als Produzent und Glyn Johns als Toningenieur. Den prägnanten Bass spielte ungewöhnlicherweise George Harrison, während McCartney ebenso wie Lennon Gitarre spielte. Sämtliche Aufnahmen wurden live ohne Overdubs eingespielt.
Während der Arbeiten an dem Album Let It Be und dem gleichnamigen Film nahmen die Beatles zahllose Versionen von Two of Us auf. Die erste Aufnahme, die auf einem 8-Spur Tonband aufgezeichnet wurde, stammt vom 24. Januar 1969. Die auf dem Album Let it Be veröffentlichte Version entstand am 31. Januar 1969. Produziert wurde diese Version von George Martin und Glyn Johns. Abgemischt wurde Two of Us am 25. März 1970 von Phil Spector. Dieser stellte dem Lied noch eine gesprochene Introduktion von John Lennon voran, die einer Session vom 21. Januar 1969 entstammt.

## Veröffentlichungen
- Two of Us (aufgenommen am 31. Januar 1969) erschien am 8. Mai 1970 auf dem Album Let It Be und war dort das erste Lied auf der Seite 1.
- Am 25. Oktober 1996 wurde das Kompilationsalbum Anthology 3 veröffentlicht, auf dem sich eine alternative Version von Two of Us befindet. Bei dieser Version handelt es sich um eine Studioversion vom 24. Januar 1969, die in den Apple-Studios aufgenommen wurde. Es war die erste komplette Aufnahme dieses Liedes.[3]
- Die auf dem Album Let It Be… Naked am 14. November 2003 veröffentlichte Version wurde um die von Phil Spector vorangestellte Introduktion gekürzt und von Allan Rouse, Paul Hicks und Guy Massey neu abgemischt und remastered.
- Am 15. Oktober 2021 erschien die Jubiläumsausgabe für das Album. Auf den Deluxe-Editionen dieses Albums wurde der Take 4 des Liedes vom 24. Januar 1969 veröffentlicht. Auf der vierten LP/CD der Deluxe-Edition befindet sich die von Glyn Johns verwendete dritte vollständige Aufnahme des Liedes vom 24. Januar.

## Coverversionen
Unter anderem erschienen Coverversionen von Boney M. (1979), Aimee Mann und Michael Penn (2001), Guster (2007), Laibach (1988), Kenny Loggins (2009) oder Darren Criss (2013). Im Mai 1969 produzierte Paul McCartney eine Coverversion der Band Mortimer, die aber unveröffentlicht blieb.
Nach dem Lied benannte sich außerdem die Band Two of Us aus Deutschland, die 1985 mit Blue Night Shadow einen Hit landete.